# Estêvão da Gama (1505–1576)
Estêvão da Gama (c. 1505 — 1576), foi um militar e administrador colonial português, tendo exercido o cargo de governador da Índia Portuguesa.

## Biografia
Filho de D. Vasco da Gama e de sua mulher Catarina de Ataíde, D. Estêvão da Gama nasceu em data incerta, presumivelmente em 1505.

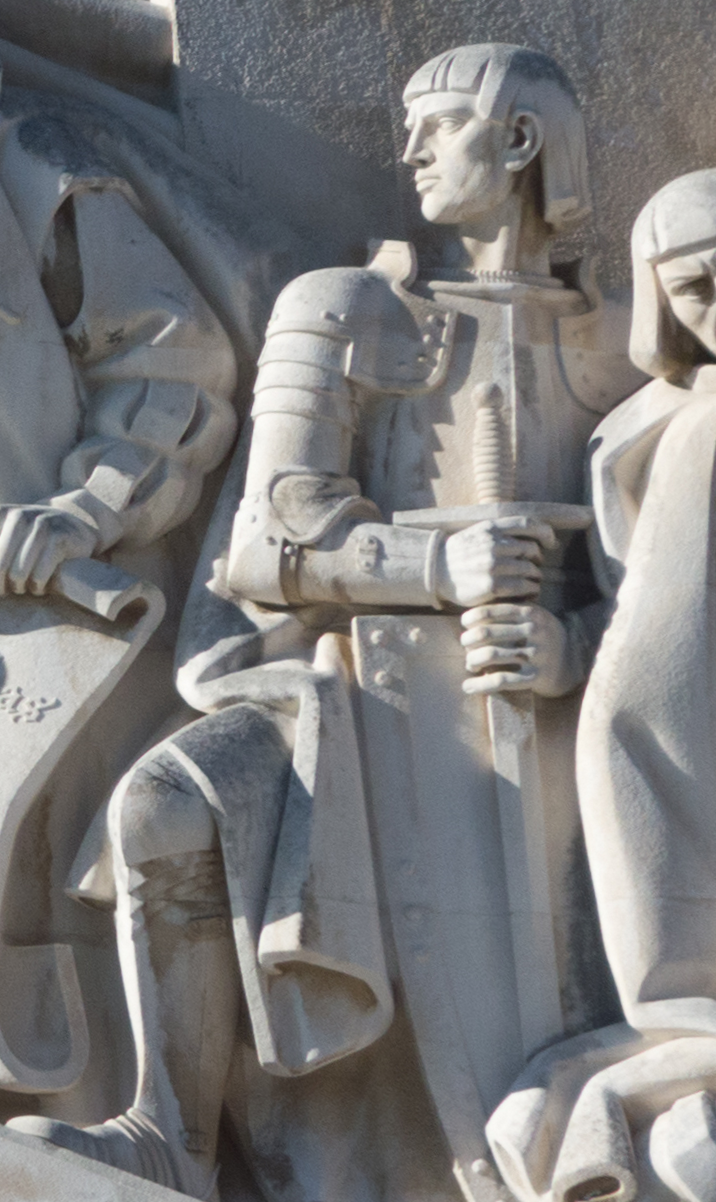
Efígie de Estêvão da Gama no Padrão dos Descobrimentos, em Lisboa, Portugal.

Foi com o pai para a Índia onde desempenhou o cargo de capitão-mor. Substituiu D. Paulo da Gama (1518), seu irmão, como capitão de Malaca, em 1538, tendo desde 1534 servido sob suas ordens. Em 1540 foi designado pelo rei governador da Índia (1540-1542), pois tinha provado o seu valor no cargo anterior, afugentando os inimigos de Portugal na região. Não deixou de fazer o mesmo quando se tornou governador, tendo efectuado uma campanha em 1541 contra a frota do paxá do Egipto. Pelo caminho atendeu o pedido de socorro da Etiópia contra os invasores Otomanos enviando quinhentos homens comandados pelo seu irmão D. Cristóvão da Gama.
Depois de deixar o cargo, voltou para Portugal onde foi indicado para Governador de Lisboa, tendo declinado o convite para ser novamente governador da Índia.
As praças portuguesas na Índia tinham sido atacada pelos otomanos, o que levou o governador Estêvão da Gama (filho de Vasco da Gama) a atacar os muçulmanos, primeiro em Suez, em 1540, depois em Baçente, em 1542, já em conjunto com os etíopes e comandados por Cristóvão da Gama, irmão do governador.
O recontro incluía 8 000 tropas etíopes de infantaria e 500 de cavalaria, e ainda 70 mosqueteiros e 60 cavaleiros portugueses; este exército era comandado pelo imperador Galawdewos. Do lado otomano, alinharam 14 000 soldados somalis de infantaria e 1 200 de cavalaria, e ainda 200 mosqueteiros, comandados pelo imam Ahmad ibn Ibrihim al-Ghazi, que foi morto na batalha.